# Gustaf Bergström

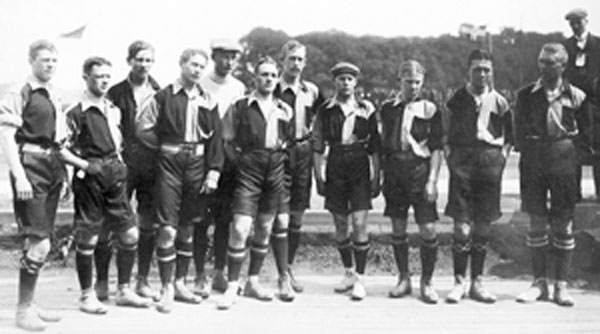
Première apparition de l'équipe nationale de Suède en 1908. Thor Eriksson, Gustaf Bergström, Karl Gustafsson, Nils Andersson, Ove Erickson, Thodde Malm, Erik Börjesson, Kalle Ansén, Sven Olsson, Erik Bergström et Hans Lindman.

John Laurentius Gustaf Adolf Bergström dit Gustaf Bergström (4 juillet 1884 à Göteborg – 9 février 1938 à Göteborg) est un footballeur international suédois, évoluant au poste d'attaquant.

## Biographie
Gustaf Bergström reçoit 6 sélections en équipe de Suède entre 1908 et 1909. Il joue son premier match en équipe nationale le 12 juillet 1908 contre la Norvège, et son dernier le 6 novembre 1909 contre l'Angleterre.
Il participe aux Jeux olympiques d'été de 1908, terminant quatrième du tournoi. Lors du tournoi olympique organisé à Londres, il joue deux matchs : contre la Grande-Bretagne et les Pays-Bas, et inscrit un but face aux joueurs britanniques.
Son frère Erik Bergström est aussi footballeur, participant aux JO 1912.